# Hajítás

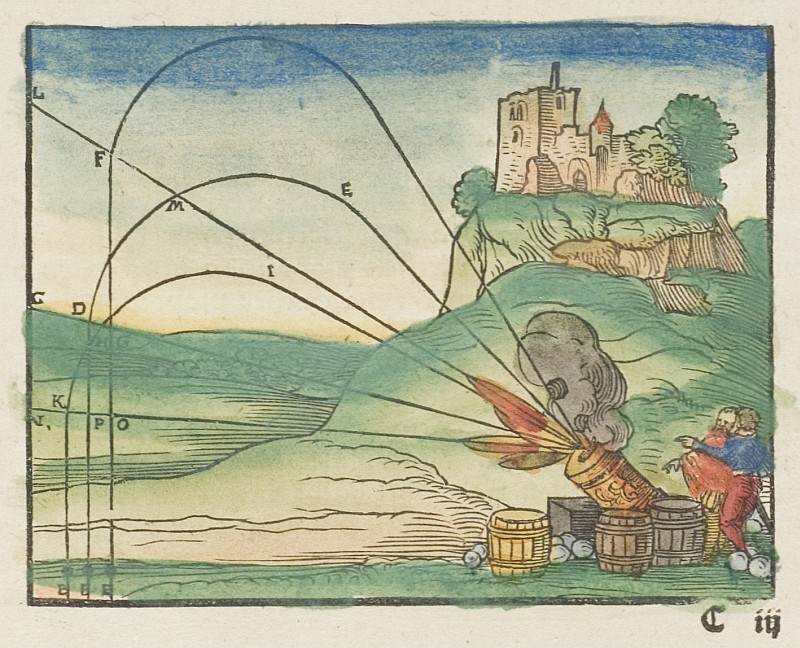
A ferde hajítás ábrázolása 1547-ből

Hajításnak nevezzük az olyan mozgást, amelynél a Föld (vagy valamely más égitest) felszínének közelében leeső pontszerű testnek van kezdősebessége. A hajítás mindig két mozgás összegének tekinthető: a test egyrészt a kezdősebességtől függő irányban egyenes vonalú egyenletes mozgást végez, a mozgás függőleges összetevője pedig egyenes vonalú egyenletesen változó mozgás.

## Fajtái
A hajítások a kezdősebesség irányától függően osztályozhatók. Fizikai szemlélet szerint minden hajítás ferde hajítás, az eltérés közöttük a sebesség vízszintes és függőleges komponensének nagyságában van.

### Függőleges hajítás

A ferde hajítás

A függőleges hajítás kezdősebessége függőleges. Ilyenkor a test egyrészt egyenes vonalú egyenletes mozgást végez a kezdősebességtől függően felfelé vagy lefelé, másrészt egyenes vonalú egyenletesen változó mozgással esik lefelé. E két mozgás összege egy függőleges pályán végbemenő, egyenes vonalú egyenletesen változó mozgás lesz.

### Vízszintes hajítás
Vízszintes hajításnál a test kezdősebessége vízszintes. A test emiatt vízszintesen egyenes vonalú egyenletes mozgást végez, másrészt egyenes vonalú egyenletesen változó mozgással esik lefelé. A két mozgás eredményeként a test egy függőleges síkban fekvő parabolapályán mozog. A parabola tengelypontja (csúcspontja) a test indulási helyénél van, a parabola tengelye függőleges.

### Ferde hajítás
Ferde hajításnál a test kezdősebessége nem vízszintes és nem is függőleges. Ilyenkor a test vízszintesen egyenes vonalú egyenletes mozgást végez, függőlegesen pedig egyenes vonalú egyenletesen változó mozgással esik lefelé. Ezen mozgások következtében a test egy függőleges síkban fekvő parabolapályán mozog, a parabola tengelye függőleges.
- A szökőkutaknál a vízcseppek mozgása hajítás
- Függőleges hajítás
- Vízszintes hajítás
- Ferde hajítás

## A közegellenállás és egyéb tényezők szerepe

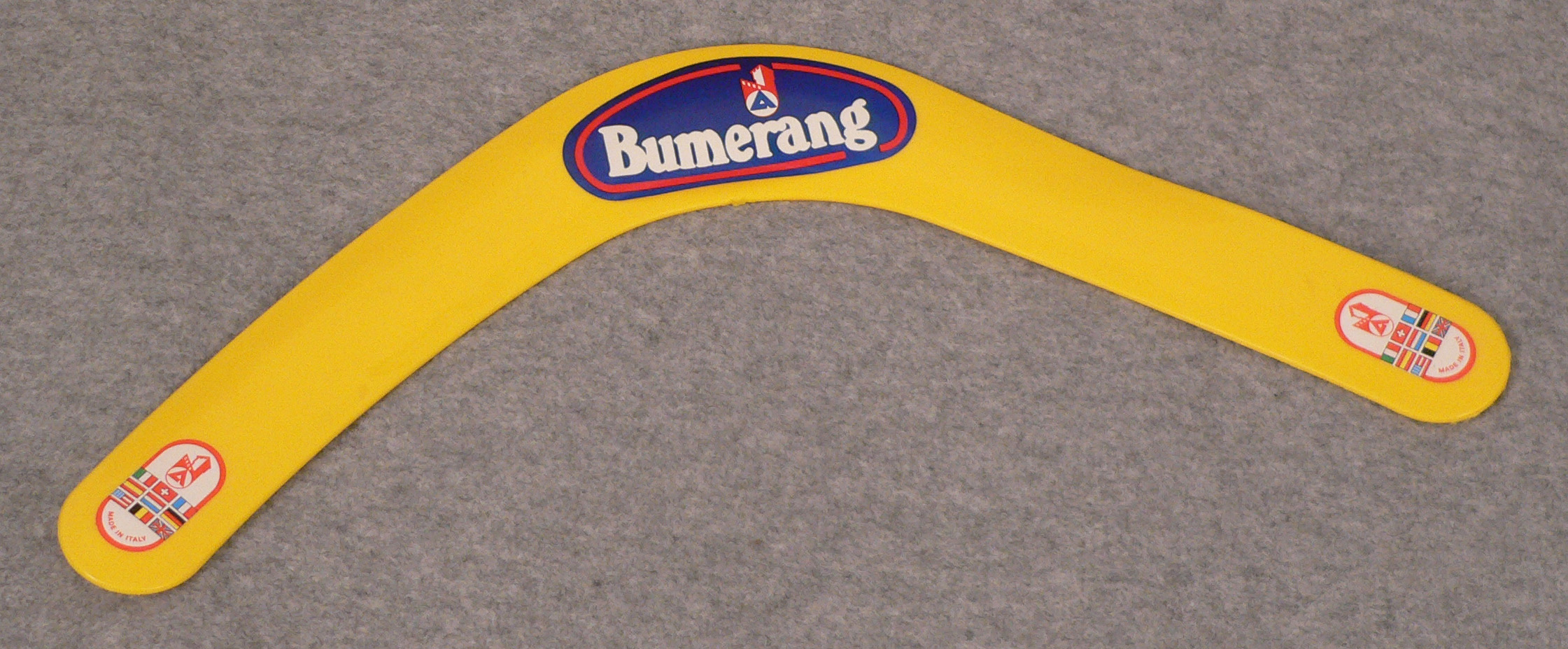
Bumeráng. Elhajítva nem parabolapályán halad

A Tvashtar vulkán kitörése az Ió hold felszínén.
A törmelék mozgása ferde hajítás, de a nehézségi gyorsulás a földi értéknél kisebb, és a felszín görbülete sem hanyagolható el

Mivel a gyakorlatban az elhajított (kilőtt) test nem pontszerű, így további tényezők is befolyásolják a mozgást. Ezek közül a legjelentősebb a közegellenállás (légellenállás). A közegellenállási erő nagysága függ a test sebességre merőleges keresztmetszetétől, a test sebességének nagyságától, a levegő sűrűségétől és a test alakjától is.
A nyugvó levegő a mozgás során folyamatosan fékezi a testet, ezért a sebesség és az elmozdulás is eltér a közegellenállás elhanyagolásával kiszámított értéktől. Ennek a következménye az is, hogy vízszintes vagy ferde hajításnál a pálya nem parabola, hanem ballisztikus görbe.
A szél hatása ugyancsak közegellenállásnak tekinthető, amely a széliránytól függően fékezheti, gyorsíthatja vagy oldalra is eltérítheti a testet.
A test alakja a közegellenállás miatt befolyásolja az elhajított test mozgását. Például a bumerángnál és a frizbinél, de a lövedékek röppályájának kiszámítása során is figyelembe kell venni a lövedék alakját. A síugrás közben a sportoló a testtartásának (és így saját alakjának) megváltoztatásával szintén jelentősen módosíthatja a pályát és ezzel a „hajítás” távolságát.
A forgó testek gázokban vagy folyadékban történő mozgását a Magnus-effektus is befolyásolja. Ha például egy labdát úgy rúgnak, dobnak vagy ütnek el, hogy a labda forog, akkor az így „megcsavart” labda pályája többnyire nem síkmozgás, és jelentősen eltérhet az (5) egyenlet által meghatározott parabolapályától. Ugyancsak erre vezethető vissza, hogy a huzagolt csövű lőfegyverekből kilőtt lövedékek forgó mozgásuk miatt oldalirányba eltérnek („oldalgás”). Mindezt a pontos célzáskor-irányzáskor figyelembe kell venni.
Nagy magasságokba történő hajításkor számolni kell azzal is, hogy a nehézségi gyorsulás a Föld középpontjától távolodva egyre kisebb lesz. Mindez befolyásolja a test mozgását, illetve a pálya alakját is. Nagy távolságra történő hajításkor számolni kell a Föld görbületével is.
Más égitesteken a nehézségi gyorsulás többnyire eltér a Földön mért értéktől, így ott az elhajított testek a földitől eltérő pályán mozognak. Például a meteorbecsapódások vagy vulkánkitörések következtében kidobott törmelék magasabbra és messzebbre repülhet egy olyan égitesten, ahol a nehézségi gyorsulás a földi értéknél kisebb. (A meteorbecsapódásból származó törmelék így például a Marsról akár a Földre is eljuthat.)